# Arabis crucisetosa
Arabis crucisetosa är en korsblommig växtart som beskrevs av Lincoln Constance och Reed Clark Rollins. Arabis crucisetosa ingår i släktet travar, och familjen korsblommiga växter. Inga underarter finns listade i Catalogue of Life.